# أحلى مسا (برنامج)
أحلى مسا هو برنامج اجتماعي يقدمه المطرب هشام عباس، والفنانة فيفي عبده، والإعلامية سلمى الدالي.

## الموضوع
يناقش البرنامج العلاقات الأسرية ومشاكل الأزواج وأزمات المرأة العاملة، ويستضيف المتخصصين والفنانين لمناقشة كل تلك الأمور.

## قنوات العرض
- إم بي سي

## طاقم العمل
- أحمد زاهر
- محمد نجاتي
- إيمان البحر درويش
- هالة فاخر
- صلاح عبد الله
- مي عز الدين